# Мурамацу, Тайсукэ
Тайсукэ Мурамацу (яп. 村松 大輔; 16 декабря 1989, Яидзу) — японский футболист, защитник.

## Клубная карьера
Тайсукэ Мурамацу начинал свою карьеру футболиста в клубе Японской футбольной лиги «Хонда» в 2008 году. С начала 2009 года он стал игроком команды Джей-лиги 2 «Сёнан Бельмаре». 8 марта 2009 года Мурамацу дебютировал в лиге, выйдя в основном составе в домашнем поединке против «Иокогамы». По итогам чемпионата 2009 года «Сёнан Бельмаре» вышел в Джей-лигу 1. 6 марта 2010 года Мурамацу дебютировал в главной японской лиге, выйдя в основном составе в домашней игре с командой «Монтедио Ямагата». С начала 2011 года он выступал за другой клуб Джей-лиги 1 «Симидзу С-Палс». 18 августа 2012 года Мурамацу забил свой первый гол на высшем уровне, ставший единственным и победным в гостевом поединке против «Саган Тосу». Вторую половину сезона 2014 он провёл, выступая на правах аренды за аутсайдера Джей-лиги 1 «Токусиму Вортис». В феврале 2016 года Мурамацу на тех же правах перешёл в команду Джей-лиги 1 «Виссел Кобе».

## Карьера в сборной
Тайсукэ Мурамацу был включён в состав олимпийской сборной Японии на футбольной турнир Олимпийских игр 2012 года в Лондоне. Он провёл на этом соревновании один матч, отыграв все 90 минут в поединке с олимпийской сборной Гондураса.